# Горњи Стајевац
Горњи Стајевац је насеље у Србији у општини Трговиште у Пчињском округу. Према попису из 2022. било је 72 становника (према попису из 2002. било је 160 становника).

## Демографија
У насељу Горњи Стајевац живи 128 пунолетних становника, а просечна старост становништва износи 45,2 година (41,8 код мушкараца и 48,8 код жена). У насељу има 62 домаћинства, а просечан број чланова по домаћинству је 2,58.
Ово насеље је у потпуности насељено Србима (према попису из 2002. године), а у последња три пописа, примећен је пад у броју становника.

## Историјат
Насеље Горњи Стајевац садржало је махале Шаренци, Трњарци, Метежевци, Букова падина, Пржинци, Поповци и Гар. Све махале осим метежевске развиле су се деобом породица из једне куће. Мисли се да се у близини Метежаваца налазио стари манастир. Метежевци потичу од неког дечка, ког је неки деда Станко из рода Рипчинци довео из Метежева (дете је било од његове сестре). По писању Јована Трифуноског у књизи "Горња Пчиња" из махале Метежевци потиче чувени хајдук Чакр-паша. Иако је у двадесетом веку ова махала имала толико становника да је малтене сматрана засебним селом, данас је пуста, последњи становници иселили су се почетком двадесет првог века..
|  |

| Демографија | Демографија | Демографија |
| Година      | Становника  | Становника  |
| ----------- | ----------- | ----------- |
| 1948.       | 848         |             |
| 1953.       | 872         |             |
| 1961.       | 740         |             |
| 1971.       | 601         |             |
| 1981.       | 396         |             |
| 1991.       | 221         | 221         |
| 2002.       | 160         | 160         |
| 2011.       | 90          |             |

| Етнички састав према попису из 2002.‍ | Етнички састав према попису из 2002.‍ | Етнички састав према попису из 2002.‍ | Етнички састав према попису из 2002.‍ | Етнички састав према попису из 2002.‍ |
| ------------------------------------ | ------------------------------------ | ------------------------------------ | ------------------------------------ | ------------------------------------ |
|                                      |                                      |                                      |                                      |                                      |
| Срби                                 | Срби                                 |                                      | 160                                  | 100,0%                               |
| непознато                            | непознато                            |                                      | 0                                    | 0,0%                                 |

| Година пописа     | 1948. | 1953. | 1961. | 1971. | 1981. | 1991. | 2002. |
| ----------------- | ----- | ----- | ----- | ----- | ----- | ----- | ----- |
| Број домаћинстава | 121   | 125   | 108   | 103   | 97    | 76    | 62    |

| Број чланова      | 1  | 2  | 3  | 4 | 5 | 6 | 7 | 8 | 9 | 10 и више | Просек |
| ----------------- | -- | -- | -- | - | - | - | - | - | - | --------- | ------ |
| Број домаћинстава | 22 | 16 | 10 | 5 | 3 | 3 | 2 | 0 | 1 | 0         | 2,58   |

| Пол    | Укупно | Неожењен/Неудата | Ожењен/Удата | Удовац/Удовица | Разведен/Разведена | Непознато |
| ------ | ------ | ---------------- | ------------ | -------------- | ------------------ | --------- |
| Мушки  | 67     | 20               | 38           | 8              | 1                  | 0         |
| Женски | 68     | 14               | 39           | 13             | 2                  | 0         |
| УКУПНО | 135    | 34               | 77           | 21             | 3                  | 0         |

| Пол    | Укупно                    | Пољопривреда, лов и шумарство | Рибарство                            | Вађење руде и камена | Прерађивачка индустрија       |
| ------ | ------------------------- | ----------------------------- | ------------------------------------ | -------------------- | ----------------------------- |
| Мушки  | 41                        | 25                            | 0                                    | 0                    | 7                             |
| Женски | 30                        | 19                            | 0                                    | 0                    | 6                             |
| УКУПНО | 71                        | 44                            | 0                                    | 0                    | 13                            |
| Пол    | Производња и снабдевање   | Грађевинарство                | Трговина                             | Хотели и ресторани   | Саобраћај, складиштење и везе |
| Мушки  | 0                         | 1                             | 1                                    | 0                    | 1                             |
| Женски | 0                         | 0                             | 2                                    | 0                    | 0                             |
| УКУПНО | 0                         | 1                             | 3                                    | 0                    | 1                             |
| Пол    | Финансијско посредовање   | Некретнине                    | Државна управа и одбрана             | Образовање           | Здравствени и социјални рад   |
| Мушки  | 0                         | 0                             | 1                                    | 4                    | 0                             |
| Женски | 0                         | 0                             | 0                                    | 1                    | 0                             |
| УКУПНО | 0                         | 0                             | 1                                    | 5                    | 0                             |
| Пол    | Остале услужне активности | Приватна домаћинства          | Екстериторијалне организације и тела | Непознато            | Непознато                     |
| Мушки  | 0                         | 0                             | 0                                    | 1                    | 1                             |
| Женски | 1                         | 0                             | 0                                    | 1                    | 1                             |
| УКУПНО | 1                         | 0                             | 0                                    | 2                    | 2                             |